# Фарид Мондрагон
Фарид Али Камило Мондрагон (р. 1971; исп. Faryd Aly Camilo Mondragón) е бивш колумбийски футболист-национал, вратар. Висок е 1,89 m. Известен като футболист на немския „Кьолн“. Участник на СП '98 и СП 2014.

## Биография
Роден е на 21 юни 1971 г. в град Кали, Колумбия. Играе за „Депортиво“ (Кали), „Индепендиенте Санта Фе“, „Серо Портеньо“, „Архентино Хуниорс“, „Реал“ (Сарагоса) и „Мец“. През 2001 г. подписва с „Галатасарай“ (Истанбул), с който става шампион през 2002 и 2006 г.
Мондрагон играе за Колумбия на Летните олимпийски игри през 1992 г., както и на Световното първенство по футбол през 1998 г. във Франция. На 24 юни 2014 година Мондрагон става най-възрастния футболист, играл на световни футболни финали. На 43 години и 3 дни той влиза в игра в 85-ата минута на мача Колумбия-Япония завършил при резултат 4 – 1. С това той подобрява предишното постижение на камерунския нападател Роже Мила, който играе на последното си световно първенство през 1994 година на възраст 42 години, 1 месец и 8 дни. През 2018 г. рекордът е подобрен от египетския вратар Есам Ел-Хадари, който записва мач на 45-годишна възраст.